# Tibolya Péter
Tibolya Péter (1985. április 18. –) válogatott öttusázó.

## Pályafutása
Nyolcévesen kezdett öttusázni, előtte két évig úszott, de versenyeken nem vett részt.
Magassága (185 cm), súlya (71 kg). Kiemelkedő eredményeit figyelembe véve 2003-tól 2005-ig a Héraklész Bajnok program tagja.
Az Újpesti TE válogatott sportolója.
2013-ban és 2016-ban a Magyar Öttusa Szövetség elnökségi tagjának választották.

## Edzői
- Balaska Zsolt (2003.01.01. - 2003.12.31.)
- Deák Ferenc II (2004.01.01. - )
- Fekete Gábor II (2003.01.01. - 2003.12.31.)
- Őze István (2004.01.01. - )

## Szakmai sikerek
- 2006-ban – junior vb, 2. hely
- 2007-ben – Eb, egyéni 6. helyezett, felnőtt magyar bajnok
- 2007-ben – ob, felnőtt magyar bajnok
- 2011-ben – vb, Moszkvában férficsapat váltóban világbajnok

## Díjai
- Magyar Arany Érdemkereszt (2024)[3]